# Anita Strindberg
Anita Strindberg, pseudonimo di Anita Edberg (Stoccolma, 19 giugno 1937), è un'attrice svedese.

## Biografia
Anita Strindberg appare con il suo nome vero in due film svedesi dei tardi anni cinquanta. Inizia la sua carriera nei thrilling italiani quali Una lucertola con la pelle di donna, diretto da Lucio Fulci nel 1971, e interpreta il suo primo ruolo da protagonista lo stesso anno, nel film La coda dello scorpione, diretto da Sergio Martino. Nel 1972 interpreta altri due thrilling, Chi l'ha vista morire?, diretto da Aldo Lado, e Il tuo vizio è una stanza chiusa e solo io ne ho la chiave, diretto da Sergio Martino.
Dopo questa prima fase, la Strindberg appare in molti ruoli del cosiddetto "cinema di genere", come il film del filone women in prison Diario segreto da un carcere femminile (1973), l'horror L'anticristo (1974) e il poliziottesco Milano odia: la polizia non può sparare (1974), diretto da Umberto Lenzi. Il suo ultimo film è Murder Obsession (Follia omicida) di Riccardo Freda (1981), accanto a Laura Gemser. Nel 1980 interpreta il ruolo della spregiudicata nobildonna tedesca Katia nello sceneggiato televisivo L'eredità della priora, di Anton Giulio Majano. Girò un altro paio di film tra cui Follia omicida di Riccardo Freda per poi ritirarsi dalle scene.

## Filmografia

Anita Strindberg in Una lucertola con la pelle di donna (1971)

### Cinema
- F.B.I. New York intercetta Stoccolma (Blondin i fara), regia di Robert Brandt - accreditata come Anita Edberg (1957)
- Sköna Susanna och gubbarna, regia di Erik Strandmark - accreditata come Anita Edberg (1959)
- Quella chiara notte d'ottobre, regia di Massimo Franciosa - accreditata come Anita Edberg (1970)
- Una lucertola con la pelle di donna, regia di Lucio Fulci (1971)
- La coda dello scorpione, regia di Sergio Martino (1971)
- Forza "G", regia di Duccio Tessari (1972)
- I due volti della paura (Coartada en disco rojo), regia di Tulio Demicheli (1972)
- Chi l'ha vista morire?, regia di Aldo Lado (1972)
- Nonostante le apparenze... e purché la nazione non lo sappia... All'onorevole piacciono le donne, regia di Lucio Fulci (1972)
- Al tropico del cancro, regia di Giampaolo Lomi e Edoardo Mulargia (1972)
- Il tuo vizio è una stanza chiusa e solo io ne ho la chiave, regia di Sergio Martino (1972)
- Contratto carnale, regia di Giorgio Bontempi (1973)
- Partirono preti, tornarono... curati, regia di Bianco Manini (1973)
- Diario segreto da un carcere femminile, regia di Rino Di Silvestro (1973)
- La profanazione, regia di Tiziano Longo (1974)
- L'anticristo, regia di Alberto De Martino (1974)
- Milano odia: la polizia non può sparare, regia di Umberto Lenzi (1974)
- L'uomo senza memoria, regia di Duccio Tessari (1974)
- La verginella, regia di Mario Sequi (1975)
- L'inconveniente, regia di Pupo De Luca (1976)
- La segretaria privata di mio padre, regia di Mariano Laurenti (1976)
- Follia omicida, regia di Riccardo Freda (1981)
- La salamandra (The Salamander), regia di Peter Zinner (1981)

### Televisione
- L'eredità della priora, regia di Anton Giulio Majano – miniserie TV, 3 episodi (1980)

## Doppiatrici italiane
Nelle versioni in italiano delle opere in cui ha recitato, Anita Strindberg è stata doppiata da:
- Rita Savagnone in Il tuo vizio è una stanza chiusa e solo io ne ho la chiave, L'anticristo
- Flaminia Jandolo in Una lucertola con la pelle di donna
- Paila Pavese in Milano odia: la polizia non può sparare
- Vittoria Febbi in I due volti della paura
- Maria Pia Di Meo in La coda dello scorpione
- Benita Martini in L'uomo senza memoria